# 1973 في اليابان
فيما يلي قوائم الأحداث التي وقعت خلال عام 1973 في اليابان.

## أفلام
من الأفلام التي صدرت هذه السنة في اليابان:
- 1 يناير – مازنجر زد ضد رجل الشيطان من إخراج Tomoharu Katsumata [الإنجليزية]‏.

## برامج ومسلسلات وأنمي
- الغابة الخضراء

## مواليد

### يناير
- 1 يناير – أكيرا أمانو مانغاكا يابانية.
- 1 يناير – ساساجيما كارو مؤدّية صوت يابانية.
- 1 يناير – ميهو يامادا مؤدّية صوت يابانية.
- 20 يناير – إيي أوكي مخرج أفلام ياباني.
- 20 يناير – هيدأكي هاكنو لاعب كرة قدم ياباني.
- 30 يناير – يوشيهيرو نيشيد لاعبة كرة قدم يابانية.[1]
- 30 يناير – يوكو ساساموتو مؤدّية صوت يابانية.

### فبراير
- 1 فبراير – تاكومي أوزاوا
- 1 فبراير – ماكيكو أوموتو[2]
- 2 فبراير – تومو سايكي مؤدّية صوت يابانية.[3]
- 3 فبراير – ميه سونوزاكي ممثلة يابانية.
- 8 فبراير – توكويوشي كاواشيما
- 9 فبراير – ماكوتو شينكاي[4]
- 9 فبراير – يوكي ماسودا مؤدّية صوت يابانية.
- 11 فبراير – هاروهي ناناو مؤدّية صوت يابانية.
- 16 فبراير – ريوج تابتشي لاعب كرة قدم ياباني.[5]
- 25 فبراير – ايومي تاكانو ممثلة يابانية.[6]
- 28 فبراير – دايجي ني لاعب كرة قدم ياباني.

### مارس
- 6 مارس – ياسوشي فوكوناك لاعب كرة قدم ياباني.[7]
- 7 مارس – إيجي تاكيموتو مؤدّي صوت ياباني.
- 8 مارس – ياسوهيد إيهارا لاعب كرة قدم ياباني.
- 14 مارس – شوهي أومأودا لاعب كرة قدم ياباني.
- 16 مارس – هيديكي توداكا ملاكم ياباني.
- 22 مارس – ماساتو فوإيه لاعب كرة قدم ياباني.[8]
- 23 مارس – ناوكو سواماتسا لاعبة كرة مضرب يابانية.
- 24 مارس – ساكورا تانغي مغنية يابانية.[9]
- 29 مارس – ساتشي ماتسوموتو مؤدّية صوت يابانية.

### أبريل
- 2 أبريل – شينيتشي موتو لاعب كرة قدم ياباني.[10]
- 7 أبريل – كاتسويوكي ساإيتو لاعب كرة قدم ياباني.
- 8 أبريل – جن إيواشيتا لاعب كرة قدم ياباني.
- 10 أبريل – تاموتسو ناكامورا لاعب كرة قدم ياباني.
- 10 أبريل – شينيتشي فوجتا لاعب كرة قدم ياباني.
- 12 أبريل – أكيرا كوبتا لاعب كرة قدم ياباني.
- 13 أبريل – ميتسونوري ياماو لاعب كرة قدم ياباني.[11]
- 13 أبريل – ميجومو يوشيدا لاعب كرة قدم ياباني.[12]
- 16 أبريل – هيروفومي نوجيما مؤدّي صوت ياباني.
- 18 أبريل – تومواكي ماتسوكاوا لاعب كرة قدم ياباني.[13]
- 18 أبريل – يوشيتاكا واتانابي لاعب كرة قدم ياباني.
- 19 أبريل – إيتشيزو ناكاتا لاعب كرة قدم ياباني.[14]
- 20 أبريل – توشيهيدي سايتو لاعب كرة قدم ياباني.[15]
- 21 أبريل – كاتسويوكي كونيشي
- 21 أبريل – هاجيمي إيتو لاعب كرة قدم ياباني.
- 21 أبريل – هيو-سي
- 21 أبريل – يوشيهارو أوينو لاعب كرة قدم ياباني.
- 23 أبريل – أوتوهيكو كيونو لاعب كرة قدم ياباني.
- 28 أبريل – هيروكي شينجو لاعب كرة قدم ياباني.
- 29 أبريل – هاجيمي إيجيما مؤدّي صوت ياباني.

### مايو
- 1 مايو – كازو سوميدا لاعب كرة قدم ياباني.
- 8 مايو – هيرومو أراكاوا مانغاكا يابانية.[16]
- 10 مايو – كاتسوتومو أوشيبا لاعب كرة قدم ياباني.[17]
- 11 مايو – نورياكي أساكورا لاعب كرة قدم ياباني.
- 12 مايو – تاكايوكي نيشيكيا لاعب كرة قدم ياباني.
- 12 مايو – هيرونوري ناكميني لاعب كرة قدم ياباني.
- 14 مايو – ناأوهيرو كيتادي لاعب كرة قدم ياباني.
- 16 مايو – كوسكي توريومي مؤدّي صوت ياباني.
- 18 مايو – توهرو أوكاوا متسابق دراجات نارية ياباني.
- 19 مايو – كاورو أسانو لاعب كرة قدم ياباني.
- 20 مايو – جونيتشي واتاناب لاعب كرة قدم ياباني.
- 20 مايو – كيسوكي كوريهارا لاعب كرة قدم ياباني.[18]
- 23 مايو – ماكوتو كاكيغاوا لاعب كرة قدم ياباني.[19]
- 24 مايو – ناوكي هيراوكا لاعب كرة قدم ياباني.[20]
- 29 مايو – توموكو كانيدا[21]

### يونيو
- 3 يونيو – نوبوهيرو مايدا لاعب كرة قدم ياباني.[22]
- 4 يونيو – دايسكي هيراكاوا
- 9 يونيو – ريوجي فوجيياما لاعب كرة قدم ياباني.[23]
- 12 يونيو – ميتسكي سايغا مؤدّية صوت يابانية.[24]
- 16 يونيو – تيتسويا إيشيدا رسام ياباني.
- 17 يونيو – توشيمي كيكوتشي لاعب كرة قدم ياباني.[25]
- 17 يونيو – ماسايوكي أوتا لاعب كرة قدم ياباني.
- 18 يونيو – يومي كاكازو مؤدّية صوت يابانية.[26]
- 23 يونيو – إيسوكي ناكانيشي لاعب كرة قدم ياباني.[27]

### يوليو
- 1 يوليو – ياسوماسا ماكينو لاعب كرة قدم ياباني.
- 3 يوليو – ناوكي كيكوتشي لاعب كرة قدم ياباني.
- 4 يوليو – كوجي يوشيكاوا لاعب كرة قدم ياباني.
- 6 يوليو – تاكافومي أوغورا لاعب كرة قدم ياباني.[28]
- 9 يوليو – شيغيوشي موتشيزوكي لاعب كرة قدم ياباني.[29]
- 9 يوليو – هيتوشي ساساكي لاعب كرة قدم ياباني.
- 10 يوليو – هيروماسا يونيبايشي مخرج أفلام ياباني.[30]
- 14 يوليو – كوتا هيرانو مانغاكا ياباني.
- 25 يوليو – يويتشي دوي لاعب كرة قدم ياباني.[31]
- 26 يوليو – كينتا شيماوكا لاعب كرة قدم ياباني.
- 26 يوليو – ماسائكي تاكادا لاعب كرة قدم ياباني.

### أغسطس
- 1 أغسطس – تاكايوكي ياماغوتشي لاعب كرة قدم ياباني.[32]
- 4 أغسطس – تاكاشي كوجما لاعب كرة قدم ياباني.
- 9 أغسطس – هيديكي تسوكاموتو لاعب كرة قدم ياباني.[33]
- 10 أغسطس – دايجيرو تاكاكووا لاعب كرة قدم ياباني.[34]
- 12 أغسطس – شيجيرو موريوكا لاعب كرة قدم ياباني.[35]
- 16 أغسطس – أوسامو أوميياما لاعب كرة قدم ياباني.[36]
- 21 أغسطس – سيجي كوبو لاعب كرة قدم ياباني.
- 23 أغسطس – كازيويا ماتسودا لاعب كرة قدم ياباني.
- 25 أغسطس – ريوجي ميتشيكي لاعب كرة قدم ياباني.[37]
- 26 أغسطس – ساتورو كوبياشي لاعب كرة قدم ياباني.
- 27 أغسطس – تيتسويا أوكاياما لاعب كرة قدم ياباني.[38]
- 31 أغسطس – كويتشي ناكاساتو لاعب كرة قدم ياباني.

### سبتمبر
- 3 سبتمبر – نوريهيكو هيبينو ملحن ياباني.
- 23 سبتمبر – تاكانوري نونوب لاعب كرة قدم ياباني.[39]
- 23 سبتمبر – توشيهيرو هاتوري لاعب كرة قدم ياباني.[40]
- 25 سبتمبر – تومواكي كونو لاعب كرة قدم ياباني.[41]

### أكتوبر
- 3 أكتوبر – يوشييوكي تاكيموتو لاعب كرة قدم ياباني.
- 4 أكتوبر – تاكايوكي سودزكي لاعب كرة قدم ياباني.
- 4 أكتوبر – كينجي ناكادا لاعب كرة قدم ياباني.
- 10 أكتوبر – سوسومو واتانابي لاعب كرة قدم ياباني.[42]
- 10 أكتوبر – ناو تاكاموري مؤدّية صوت يابانية.[43]
- 11 أكتوبر – دايسكي ساكاغوتشي
- 13 أكتوبر – هيديتاكا تينجين
- 14 أكتوبر – ساكاي ماساتو
- 14 أكتوبر – يوكي مايدا مؤدّية صوت يابانية.
- 20 أكتوبر – كينيتشي سيراد لاعب كرة قدم ياباني.
- 22 أكتوبر – إيتشيرو سوزوكي لاعب كرة قاعدة ياباني.[44]
- 22 أكتوبر – سويتشي ماسو لاعب كرة قدم ياباني.
- 26 أكتوبر – تاكا ميشينوكو مصارع محترف ياباني.
- 29 أكتوبر – ماساكييو مايزونو لاعب كرة قدم ياباني.[45]
- 30 أكتوبر – كيوتاكا إيشيمارو لاعب كرة قدم ياباني.[46]

### نوفمبر
- 1 نوفمبر – يوساكو أوينو لاعب كرة قدم ياباني.
- 15 نوفمبر – هيروكي ماتسوبرا لاعب كرة قدم ياباني.
- 19 نوفمبر – كينجي أوشيبا لاعب كرة قدم ياباني.[47]
- 20 نوفمبر – ماسايا هوندا لاعب كرة قدم ياباني.
- 26 نوفمبر – ريكو تاكاغي[48]
- 27 نوفمبر – تادانوبو أسانو ممثل ياباني.[49]
- 27 نوفمبر – هيرويوكي نيتتا لاعب كرة قدم ياباني.
- 28 نوفمبر – جن وادا لاعب كرة قدم ياباني.

### ديسمبر
- 1 ديسمبر – أكيكو ناكاجاوا مؤدّية صوت يابانية.[50]
- 2 ديسمبر – تاكاشي أويمورا لاعب كرة قدم ياباني.
- 5 ديسمبر – ريوقو أوكاموتو لاعب كرة قدم ياباني.
- 6 ديسمبر – يوشييا تاكيمورا لاعب كرة قدم ياباني.[51]
- 25 ديسمبر – تاداتوشي ماسودا لاعب كرة قدم ياباني.[52]
- 26 ديسمبر – راي ناكاجاوا مؤدّية صوت يابانية.[53]

## وفيات

### يناير
- 25 يناير – ماساو أوبا (مواليد 1949) ملاكم ياباني.

### أبريل
- 23 أبريل – ابي توموجي (مواليد 1903)
- 25 أبريل – تانزان إيشيباشي (مواليد 1884) سياسي ياباني.[54]

### نوفمبر
- 23 نوفمبر – سيزو هاياكاوا (مواليد 1889) ممثل ياباني.[55]